# AMAG
 (janvier 2023).
Si vous disposez d'ouvrages ou d'articles de référence ou si vous connaissez des sites web de qualité traitant du thème abordé ici, merci de compléter l'article en donnant les références utiles à sa vérifiabilité et en les liant à la section « Notes et références ».
AMAG Group SA est un groupe d’entreprises suisse actif principalement dans le secteur du commerce automobile. Les locaux administratifs de l’ensemble du groupe AMAG sont installés depuis septembre 2019 à Cham (ZG), alors qu’ils se trouvaient depuis la création du groupe à Zurich, Utoquai 49. Le groupe emploie environ 6600 collaborateurs et a réalisé en 2019 un chiffre d’affaires de 4,7 milliards de francs suisses. Il appartient à la société holding de droit privé BigPoint Holding AG de Martin Haefner.

## Activité
AMAG Automobiles et Moteurs SA, fondée en 1945 par Walter Haefner et dont le siège se trouvait à Zurich est à l’origine du groupe AMAG. Cette entreprise a signé le 29 avril 1948 un contrat d’importation avec Volkswagen, puis un autre en 1951 avec Porsche, deux contrats qui ont constitué jusqu’à ce jour la base des activités d’importation d’automobiles d’AMAG. En mai 2008, AMAG a arrêté l’importation de véhicules Porsche car la filiale Porsche Suisse SA a repris cette activité. AMAG reste toutefois le plus grand partenaire commercial de la marque et, forte de 13 sites de vente et Service, elle est selon ses propres données la plus grande organisation commerciale Porsche de Suisse et le quatrième plus grand vendeur Porsche au monde.
Le groupe AMAG compte AMAG Import SA, AMAG Automobiles et Moteurs SA avec plus de 80 garages propres et un centre de compétence Bentley à Cham, AMAG First AG, AMAG Leasing AG (leasing) ainsi que AMAG Services SA (location de voiture Europcar, Valetparking aux aéroports suisses et services de chauffeur) et AMAG Parking SA. AMAG est copropriétaire d’autoSense, la solution pour la mise en réseau numérique de véhicules, depuis 2018 et propose un modèle d’abonnement avec le projet Clyde depuis 2019. De plus, il est partenaire de Swiss Startup Factory.
Les parts de marché des marques principales d’AMAG pour les nouvelles immatriculations en 2019 ont été les suivantes : VW (11,1%), Audi (6,0%), Škoda (7,7%) et Seat (4,6%).
Walter Haefner, le fondateur d’AMAG, est décédé en 2012. Sa fille, Eva Maria Bucher-Haefner, a vendu en décembre 2018 ses parts s’élevant à 50 pour cent à son frère et a quitté les conseils d’administration des sociétés du groupe AMAG. Le groupe AMAG appartient ainsi totalement à Martin Haefner. L’ancien siège principal situé Utoquai, à Zurich, appartient à Eva Maria Bucher-Haefner; le garage et le local de vente AMAG au rez-de-chaussée sont loués.